# George Clausen
Pour les articles homonymes, voir Clausen (homonymie).
George Clausen, né le 18 avril 1852 à Londres et mort le 22 novembre 1944 dans la même ville, est un peintre et graveur britannique.

## Biographie
George Clausen utilise les techniques de l'aquarelle, de la peinture à l'huile, de l'eau-forte, de la manière noire, de la pointe sèche et parfois de la lithographie. Formé au Royal College of Art et à l'académie Julian, il est l'un des fondateurs du New English Art Club en 1886, et devient Maître de l'Art Workers' Guild en 1909.

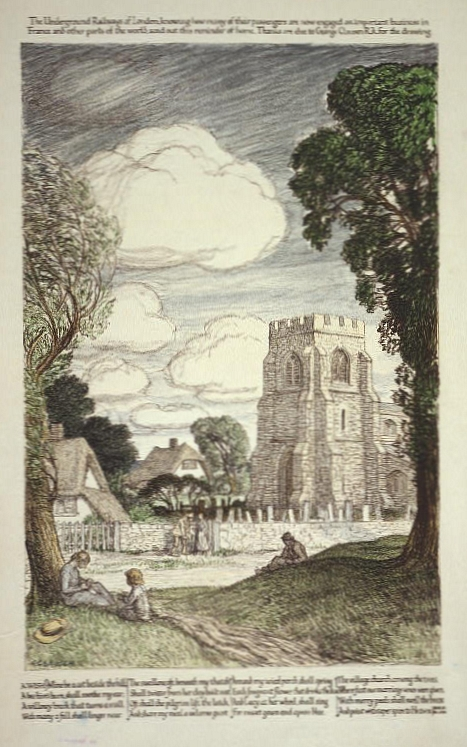
Affiche de guerre (1915)

Pendant la Première Guerre mondiale, où le fiancé de sa fille est tué au combat, George Clausen réalise en 1915 une affiche évoquant une Angleterre idyllique afin de soutenir le moral des soldats. Il devient un artiste de guerre pour représenter les horreurs du conflit à travers ses œuvres, avec notamment la désolation de Youth Mourning (1916).
Membre de la Royal Academy, il est anobli en 1927.

## Œuvre
- Travail d'hiver, 1883–1884, huile sur toile, 77 × 92 cm, Tate Britain, Londres[3]

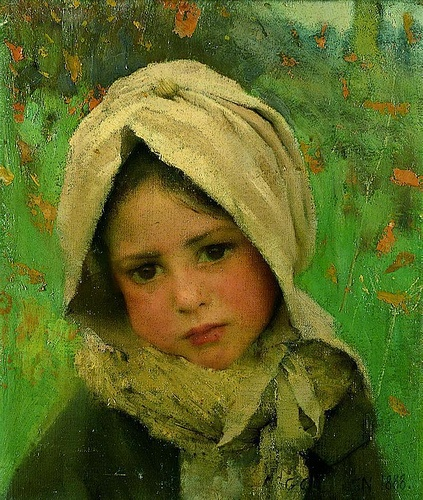
Girl, 1888
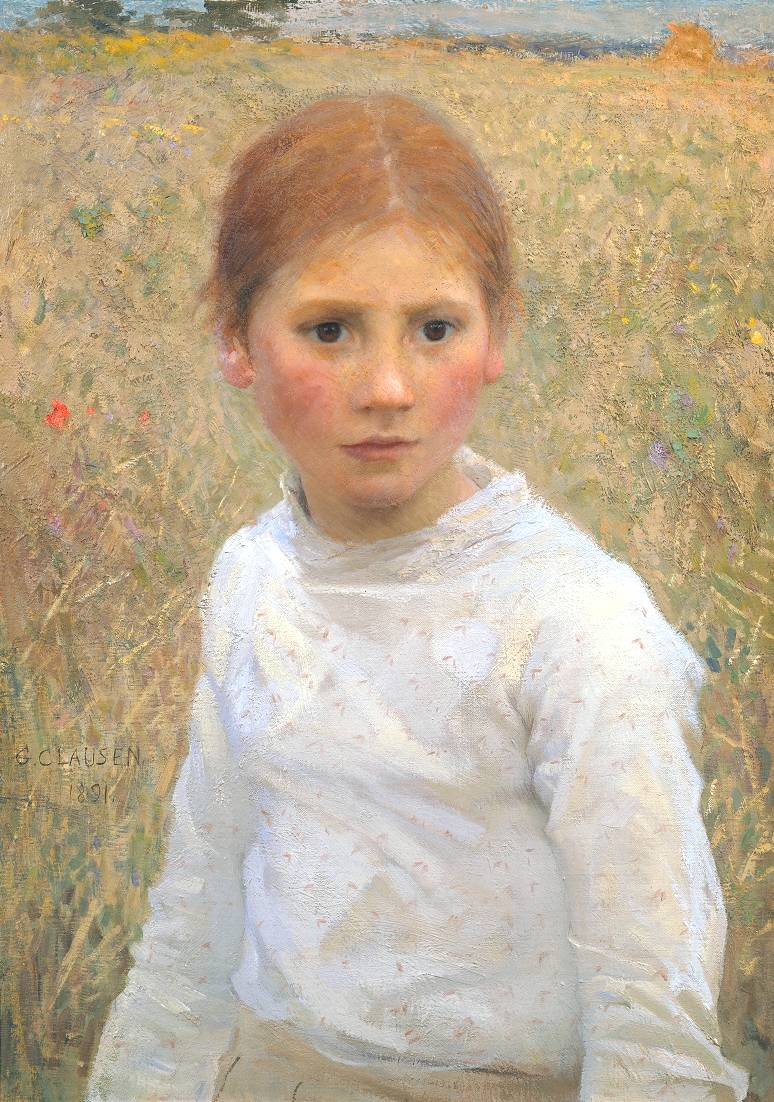
Brown eyes, 1891
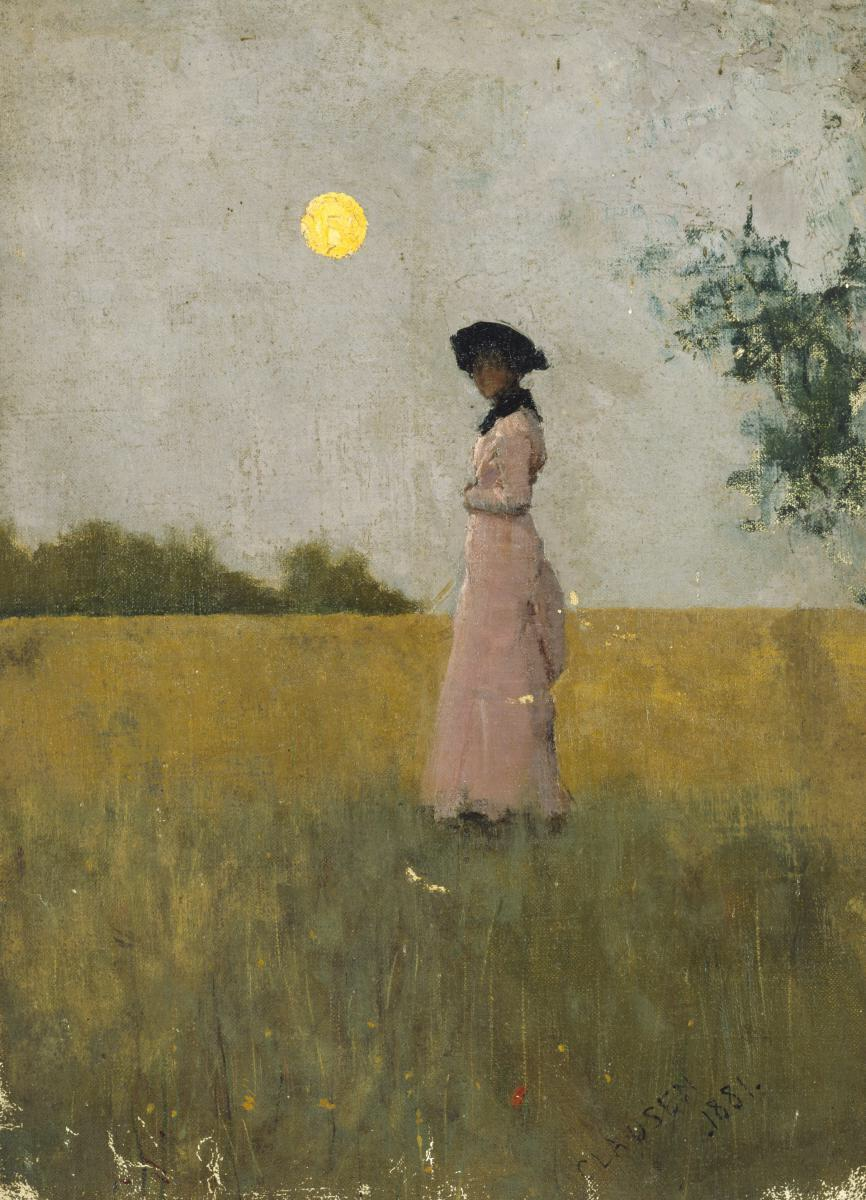
Lady in pink, c. 1900
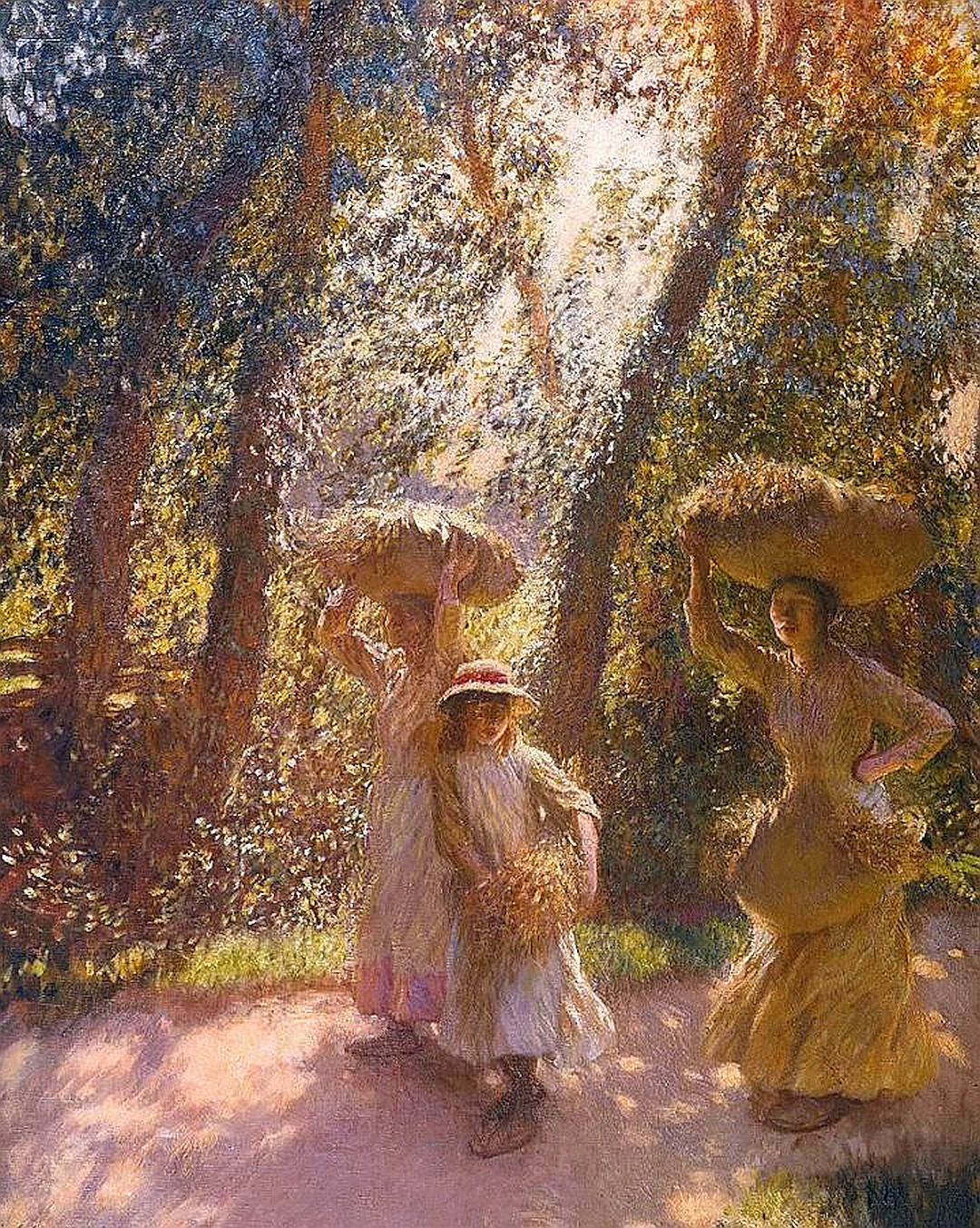
The Gleaners Returning, 1908
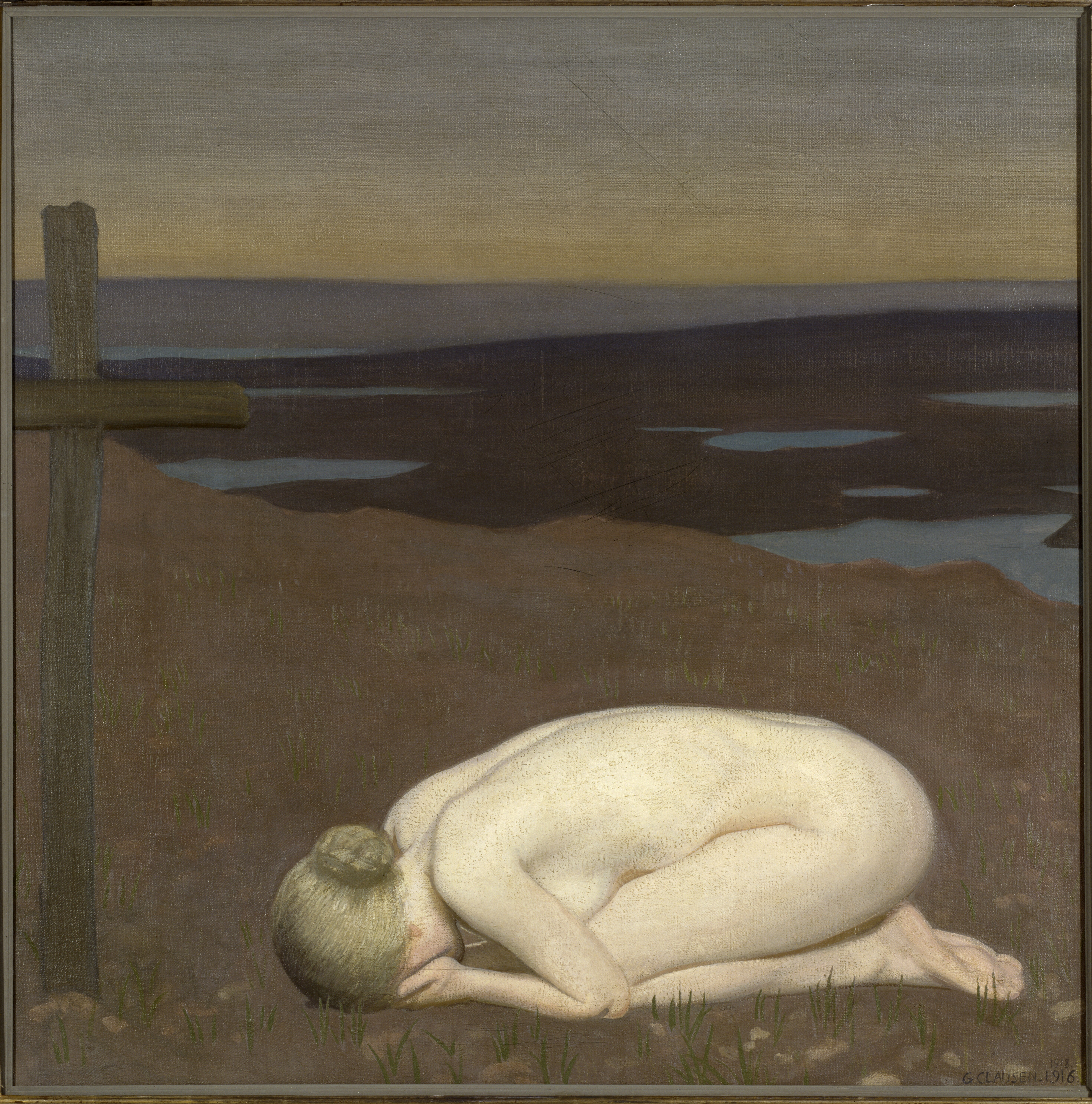
Youth Mourning, 1916
In the Gun Factory at Woolwich Arsenal, 1918
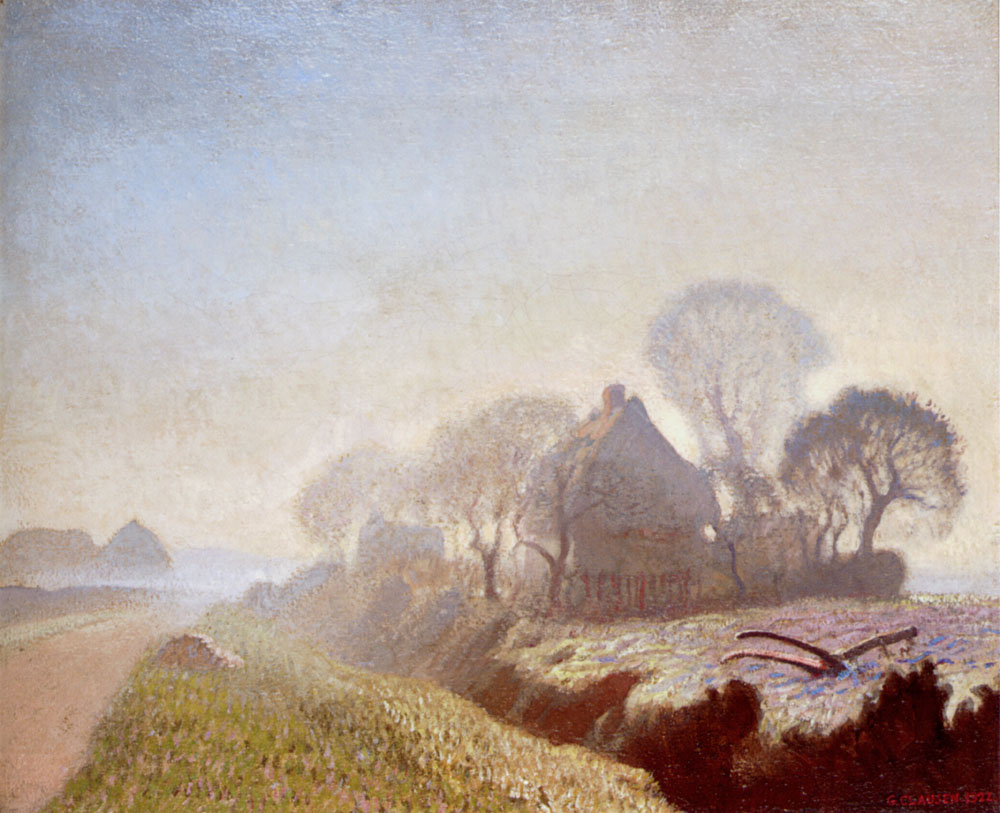
Morning in November, 1922